# Strp
Strp (cyr. Стрп) – wieś w Czarnogórze, w gminie Kotor. W 2011 roku liczyła 50 mieszkańców.